# Goniothalamus acehensis
Goniothalamus acehensis este o specie de plante din genul Goniothalamus, familia Annonaceae, descrisă de Richard M.K. Saunders. Conform Catalogue of Life specia Goniothalamus acehensis nu are subspecii cunoscute.